# Hyposoter rapacitor
Hyposoter rapacitor là một loài tò vò trong họ Ichneumonidae.